# Dyomerothrix gremialis
Dyomerothrix gremialis är en mångfotingart som beskrevs av Hoffman 1982. Dyomerothrix gremialis ingår i släktet Dyomerothrix och familjen Doratodesmidae. Inga underarter finns listade i Catalogue of Life.